# 529 (číslo)
Pět set dvacet devět je přirozené číslo. Následuje po čísle pět set dvacet osm a předchází číslu pět set třicet. Římskými číslicemi se zapisuje DXXIX a řeckými číslicemi φκθ.

## Matematika
529 je:
- Deficientní číslo
- Druhá mocnina čísla 23
- Nešťastné číslo

## Astronomie
- (529) Preziosa je planetka hlavního pásu, kterou objevil v roce 1904 Max Wolf

## Roky
- 529
- 529 př. n. l.